# Паркстад Лімбург (стадіон)
«Паркстад Лімбург» (нід. Parkstad Limburg Stadion) — футбольний стадіон у Керкраде, Нідерланди, домашня арена ФК «Рода».

## Опис
Стадіон побудований та відкритий у 2000 році. Назва арени походить від регіону об'єднання муніципалітетів Паркстад Лімбург, утвореного 1999 року, де стадіон і розташований (у муніципалітеті Керкраде). До фінансування проекту стадіону долучилися муніципалітети всього регіонального об'єднання, тому арена є регіональною в Паркстад Лімбург.
Окрім футбольних матчів на стадіоні регулярно проводяться спортивні та культурні заходи.